# Ясутаке, Патти
Патти Ясутаке (англ. Patti Yasutake; 6 сентября 1953; Калифорния, США — 5 августа 2024; Санта-Моника, США) — американская актриса и мастер дубляжа. Наиболее известная по роли медсестры Алисса Агава в нескольких частях франшизы «Звёздный путь», в фильме «Грызня», сыграв одну из главных ролей: Фуми Накаи, мать Джорджа и во многих других. Озвучивала такие игры, как «Star Trek: Armada ll» (голос, 2001) и «Like a Dragon: Infinite Wealth» (Акане/Аканэ, 2024). 

## Биография
Родилась 6 сентября 1953 года в штате  Калифорния, США. 
С 1985 года началась актёрская карьера, изначально играла эпизодические и второстепенные роли. Впервые появилась в телесериале «Ти Джей Хукер» и в телесериале «Юристы Бостона». Позже появились более значительные роли, после которых у Ясутаке появилась первая популярность. К примеру во франшизе «Звёздный путь» играла роль медсестры Алиссы Агавы в нескольких частях, сыграла одну из главных ролей в фильме «Грызня» в роли Фуми Накаи. Занималась озвучиванием игр. В 2001 году озвучила неизвестную роль в игре «Star Trek: Armanda ll», а в 2024 году озвучила роль Аканэ/Акане в игре «Like a Dragon: Infinite Wealth».
Ушла из жизни 5 августа 2024 года в возрасте 70-ти лет в медицинском центре Санта-Моники. Причиной смерти стала онкология.

## Фильмография
- 1984 — Сказание о встрече и разлуке — участие
- 1986 — Энтузиаст — Умеки/Умэки Кандзухиро
- 1986 — Энтузиаст — Умеки/Умэки Кандзухиро (телевизионная версия)
- 1988 — Мойка — Марша
- 1991 — Без предупреждения: история Джеймса Брэди — терапевт
- 1991 — Роковая дружба — Линг Ландрум
- 1992 — Стой! Или моя мама будет стрелять — диктор Лесли
- 1993 — Слабое место — доктор Шарбонно
- 1993 — Под угрозой смерти — участие
- 1993 — Шикарная жизнь — доктор
- 1994 — Звёздный путь: Следующее поколение — медсестра Алисса Огава (16 серий)
- 1994 — Звёздный путь: Поколения — медсестра Алисса Агава
- 1995 — Опасные намерения — участие
- 1995 — Брошенные и обманутые — участие
- 1996 — Дорога в Галвестон — медсестра Дикерсон
- 1996 — Звёздный путь: Первый контакт — медсестра Алисса Огава
- 1997 — Девушка из офиса — театральная женщина
- 1999 — У мести новое лицо — Д. А. Роуленд
- 1999 — Убийственные красотки — миссис Ховард
- 2000 — Дозор мутантов/ Время мутантов — участие
- 2003 — Скорая помощь — Кито
- 2007 — Детектив Раш — Барбара Такахаши
- 2016 — Милые обманщицы / Pretty Little Liars — клерк
- 2020 — Невозможно поверить/ невероятное — доктор Беверли Крашер
- 2023 — Грызня / Beef — Фуми Накаи

### Озвучивание
- 2001 — Star Trek: Armanda ll — голос
- 2024 — Like a Dragon: Infinite Wealth — Аканэ Кисида/Кишида

## Премии и номинации
| Год  | Название                 | Номинация                                          | Источник |
| ---- | ------------------------ | -------------------------------------------------- | -------- |
| 1988 | Премия «Независимый дух» | Лучшая женская роль второго плана в фильме «Мойка» |          |